# Amphibian Airplanes of Canada
Pour les articles homonymes, voir AAC.
Amphibian Airplanes of Canada (AAC, littéralement « avions amphibies du Canada ») est un concepteur et fabricant d’hydravions légers basé à Squamish, en Colombie-Britannique sur la côte Pacifique du Canada.

## Histoire
AAC est fondée par Hans Schaer à Squamish en 1998 pour développer un hydravion léger vendu pour être assemblé en amateur.

## Produit
- AAC SeaStar